# Pflegekind
Pflegekind (Pflegetochter, Pflegesohn, früher auch Ziehtochter, Ziehsohn) bezeichnet ein Kind, das vorübergehend oder auf Dauer von einer anderen volljährigen Person (Pflegemutter/Pflegervater) als den leiblichen Eltern zur Pflege aufgenommen und betreut wird und bei der Pflegefamilie lebt, statt bei seinen Herkunftseltern. Zumeist verlässt das Pflegekind die Pflegefamilie mit Erreichen der Volljährigkeit (18 Jahre). Mit Verlassen der Pflegefamilie wird der nun selbstständige junge Erwachsene als Care Leaver bezeichnet, da er aus dem staatlichen Fürsorge-System entlassen wird.
Ein solches Pflegeverhältnis (Kindspflegschaft) gehört in Deutschland zur stationären Kinder- und Jugendhilfe, in Österreich zur Jugendwohlfahrt. Das Aufwachsen in einer Pflegefamilie stellt somit eine Alternative zur Erziehung in einem Kinderheim bzw. betreuten Kinder- und Jugendwohngruppen dar. In Obhut genommene Kinder werden meist zunächst im Kinderheim bzw. in einer betreuten Kinderwohngruppe oder Bereitschaftspflegefamilie untergebracht, bis geklärt ist, ob das Kind zurück zu den Eltern kommt. Falls dies nicht möglich ist, wird meist nach einer (dauerhaften) Pflegefamilie gesucht.
Weltweit gibt es große Unterschiede bei den Strukturen für die Unterbringung und Betreuung von Pflegekindern. Außerhalb Europas und Amerikas spielen vor allem informelle Formen von Kindspflegschaften eine wichtige gesellschaftliche Rolle. In Deutschland muss eine akute Notlage auf Seiten der Kinder bestehen (Gefährdung des Kindeswohls). Die meisten Pflegekinder in Deutschland hatten vor ihrer Fremdunterbringung schwerwiegende Verlust- oder Gefährdungserlebnisse (schwerwiegende Erkrankung, Tod oder Inhaftierung der Eltern, Vernachlässigung, Misshandlung, Missbrauch, Alkohol-/Drogensucht der Eltern), denen mit ambulanten Hilfen nicht begegnet werden konnte. Meist sind die Familien von multiplen Problemen betroffen (Multiproblemfamilien).

## Begrifflichkeiten
Auf der Suche nach einem Begriff, der die große weltweite Vielfalt von Kindspflegschaften umfasst, besteht innerhalb der Ethnologie (Völkerkunde) keine Einigkeit. Einige beziehen sich auf den Begriff der Adoption oder versuchen sich durch andere Begriffe davon abzugrenzen wie Lallemand und Leinaweaver, die die Bezeichnung child circulation verwenden, wenn sie die Annahme eines Kindes durch andere als seine leiblichen Eltern bezeichnen möchten. Auf der Suche nach neuen Begrifflichkeiten spielt vor allem das dahinterstehende Konzept eine wichtige Rolle. So zieht Alber die Bezeichnung soziale Elternschaft dem der Kindspflegschaft vor, um darauf hinzuweisen, dass sich Elternschaft in biologische, soziale und rechtliche Bereiche unterteilen lässt und somit sowohl teilweise als auch im Ganzen an die Pflegeeltern übertragbar ist.
Von allen Wortbildungen hat sich die von Goody geprägte Bezeichnung „Kindspflegschaft“ (child fostering) durchgesetzt. In ihrem Sammelwerk Child Fostering in West Africa beschreiben Alber und Mitautoren die Kindspflegschaft als eine soziale Praxis, die Kindern erlaubt oder sie dazu verpflichtet, in einen anderen, nicht ihren Eltern angehörigen Haushalt zu ziehen und dort für längere Zeit zu bleiben. Die weite Fassung des Begriffs ermöglicht es, der Vielfältigkeit von Kindspflegschaftsformen gerecht zu werden. Dabei gilt zu beachten, dass neben den ethnologischen, etischen Begriffen weiterhin die emischen Begriffe der jeweiligen Gesellschaften bestehen. Viele Gesellschaften haben ihre eigenen Begrifflichkeiten, um lokale Formen von Kindspflegschaft zu beschreiben oder die daran Beteiligten zu bezeichnen.

## Formen von Kindspflegschaften
International sind die Formen von Kindspflegschaft ebenso vielfältig wie die Betrachtungsweisen der Praxis. Kinder, die in diesem Sinne an andere Haushalte weitergegeben werden oder sich selbst in andere Haushalte begeben, wachsen bei ihren Onkeln oder Tanten, Großeltern, älteren Geschwistern oder aber auch bei nicht-verwandten Personen wie Freunden der Eltern auf. Dabei wird das Überlassen der Kinder an andere oftmals als ein durchweg positiver Akt betrachtet – im Gegensatz zu der weit verbreiteten euro-amerikanischen Auffassung, dass das Wohlergehen von Kindern am ehesten garantiert ist, wenn sie bei ihren biologischen Eltern bzw. der biologischen Mutter aufwachsen.
Das Zustandekommen einer Kindspflegschaft kann beispielsweise durch den Anspruch an ein Kind einer anderen Person oder durch das Anvertrauen eines Kindes an eine andere Person geschehen. In Bezug auf die elterlichen Aufgaben kann Kindspflegschaft auch eine Weitergabe einer elterlichen (Teil-)Aufgabe an die Pflegeeltern bedeuten oder das Teilen von Aufgaben zwischen der biologischen und der Pflegemutter. Ferner können Kinder, die zwar bei ihrem biologischen Vater aufwachsen, aber von den Mitfrauen der Mutter oder der Großmutter umsorgt werden, ebenfalls als Pflegekinder bezeichnet werden. Mancherorts kann gar von einer kommunitären Verantwortungsteilung gesprochen werden, bei der verschiedene Verwandtschaftsgrade und Bekannte gleichermaßen die Pflegschaft ermöglichen. Gerade in Zeiten der Globalisierung spielen derartige Arrangements eine zunehmende Rolle. Migrieren die Eltern, bleiben die Kinder oftmals zunächst bei Verwandten zurück, die sich solange um die Kinder kümmern bis entweder die Eltern zurückkommen oder die Kinder nachgeholt werden.

## Deutschland
Ein Pflegekind kann direkt von den Erziehungsberechtigten in eine Pflegestelle gegeben werden (typisch bei Tagespflege oder bei Bereitschaftspflege im Fall einer Erkrankung des/der Erziehungsberechtigten) oder es findet eine Vermittlung durch das Jugendamt im Rahmen der Hilfen zur Erziehung statt (Vollzeitpflege, darunter Verwandtenpflege, sowie die Bereitschaftspflege bei akuter Herausnahme). Bei Vermittlungen über das Jugendamt ist die Erstellung eines Hilfeplans gesetzlich vorgeschrieben. An diesem sollten alle Beteiligten mitarbeiten, sowohl die Personensorgeberechtigen (in der Regel die Eltern), als auch die (zukünftigen) Pflegeeltern oder zur Ausführung der Hilfe bestimmte Erzieher, je nach Einbindung auch ein Amtsvormund (bei Entzug des Sorgerechts), Sozialpädagogen, Lehrer, Ärzte, Psychologen, Psychotherapeuten und weitere. Gesetze wie SGB VIII sowie örtliche Ausführungsvorschriften fordern die regelmäßige (bei Veränderungen umgehende, ansonsten in der Regel mindestens jährliche) Überprüfung der im Hilfeplan festgehaltenen Rahmenbedingungen. Ein zentrales Qualitätsmerkmal bei der Unterbringung in einer Pflegefamilie ist die Beteiligung (Partizipation) der Kinder.
Bei der Unterbringung durch das Jugendamt hat dieses nach neuerer Rechtsprechung (2004) eine Garantenstellung, die zur regelmäßigen Kontrolle der Verhältnisse des Pflegekindes verpflichtet. Mit der Volljährigkeit endet in der Regel die Jugendhilfemaßnahme sowie die finanzielle Unterstützung. Eine darüber hinauslaufende Fortführung der Jugendhilfe wird nur in besonders begründeten Fällen (beispielsweise bei Entwicklungsverzögerungen) nach § 41 SGB VIII oder auch § 35a SGB VIII eine Hilfe für junge Volljährige.
Bis 2022 mussten Pflegekinder, ebenso wie Heimkinder, zur Finanzierung ihrer Unterbringung bis zu 25 Prozent ihres Einkommens an das Jugendamt zurückzahlen (§ 94 Absatz 6 a. F., zuletzt geändert durch Gesetz vom 16. Juni 2021, davor waren es bis zu 75 Prozent).
Dies sahen die berufstätigen oder in Ausbildung befindlichen Jugendlichen auch angesichts der Schwierigkeiten, die sie in ihrem Leben bereits haben bewältigen müssen, als ungerecht an. Das Jugendamt konnte von der Kostenheranziehung absehen oder sie mindern, „wenn das Einkommen aus einer Tätigkeit stammt, die dem Zweck der Leistung dient“. Als 2019 anlässlich der Beratungen zur Änderung des Neunten und des Zwölften Buches Sozialgesetzbuch und anderer Rechtsvorschriften zur Regelung der Eingliederungshilfe für Menschen mit Behinderung zu Beschluss stand, wurden Anträge der Parteien Die Linke und Bündnis 90/Die Grünen sowie der FDP auf Streichung des § 94 Absatz 6 SGB VIII abgelehnt. Der Ende 2021 beschlossene Koalitionsvertrag für die 20. Legislaturperiode sieht vor, dass Heim- und Pflegekinder eigene Einkünfte in Zukunft komplett behalten können sollen. Pflegeeltern von Kindern mit Behinderungen sollen besonders unterstützt werden. Die Gesetzesänderungen traten zum 1. Januar 2023 in Kraft.

### Vormundschaft für Pflegekinder
Nach einem Urteil des Amtsgerichts München sind miteinander verpartnerte homosexuelle Paare seit dem 5. August 2016 berechtigt, als Pflegeeltern die Vormundschaft für Kinder und Jugendliche auch gemeinsam auszuüben; bis zu diesem Zeitpunkt hatte eine gesetzliche Regelungslücke bestanden und nur Ehepaaren die gemeinsame Vormundschaft ermöglicht.

### Statistik
In den Jahren 2017 bis 2020 lebten ca. 80.000 Kinder und Jugendliche in Deutschland in Pflegefamilien. 2008 waren es 60.000, die Zahl stieg in den Folgejahren mit jedem Jahr weiter an; zuvor wurde sie nur alle 5 Jahre ermittelt. Durchschnittlich 30 Monate dauert ein Pflegefamilien-Aufenthalt. Im Jahr 2005 wurden in Deutschland 9.000 Kinder in Vollzeitpflege an nichtverwandte Personen vermittelt.
Weitere 70.000 (2008) bis 110.000 (2016) Kinder und Jugendliche sind in Deutschland in einem Kinderheim (heute: Kinder- und Jugendwohngruppe) untergebracht.
Im Jahr 2023 lebten in Deutschland etwa 215.000 Kinder, Jugendliche oder junge Erwachsene zumindest zeitweise außerhalb der eigenen Familie (rund 128.000 in einem Heim, rund 87.000 in einer Pflegefamilie). Von den rund 215.000 jungen Menschen waren etwa 20.500 unbegleitet eingereiste Minderjährige (Stand: 2023).

### Pflegegeld
Die Pflegeeltern erhalten vom Jugendamt (neben dem Kindergeld) ein nach dem Alter des Pflegekindes gestaffeltes monatliches Pflegegeld, welches pauschal die allgemeinen Kosten der Unterbringung und Versorgung (inkl. eines Taschengeldes) abdeckt und einen Betrag enthält, der die Erziehungsleistung honoriert. Seit Januar 2021 liegt dies bei 853 Euro/Monat für 0-6 Jahre alte Kinder, 939 Euro/Monat für 7-12 Jahre alte Kinder, 1004 Euro/Monat für 13-18 Jahre alte Kinder und Jugendliche; je nach Bedarf werden weitere Zuschüsse gezahlt. Das Kindergeld wird jedoch zu 50 % beim ältesten Kind und zu 25 % bei den anderen Kindern als Kindeseinkommen gewertet und das ausgezahlte Pflegegeld um diesen Betrag gemindert. Kann keine Kindertagesbetreuung genutzt werden, wird das Kind also 24/7 selbst betreut, erhöht sich das Pflegegeld um 300 €/Monat.

### Kranken- und Rentenversicherung
Pflegekinder in Teilzeitpflege sind in der Regel über die leiblichen Eltern krankenversichert. Kinder in Dauerpflege können in der gesetzlichen Krankenversicherung der Pflegeeltern kostenfrei mitversichert werden (Familienversicherung, § 10 Abs. 4 SGB V). Stirbt ein Pflegeelternteil, hat das Kind daraus Ansprüche auf Waisenrente (§ 48 Abs. 3 SGB VI).
Pflegekinder in Dauerpflege sind bei der Riester-Rente leiblichen Kinder gleichgestellt, das heißt, dass Pflegeeltern für diese Kinder die Riester-Förderung beantragen können. Eine Pflegemutter, die durch eigene Berufstätigkeit oder ähnliches keinen eigenen Anspruch auf Riester-Förderung hat, ist während der ersten drei Lebensjahre des Pflegekinds (also während der Erziehungszeit der gesetzlichen Rentenversicherung) durch das Pflegekind förderberechtigt.
In der gesetzlichen Rentenversicherung steht dem beantragen Pflegeelternteil die verbleibende Kindererziehungszeit zu, bei Inobhutnahme ab Geburt also die volle Erziehungszeit, bei späterer Inobhutnahme die volle Erziehungszeit abzüglich der Erziehungszeit des leiblichen Elternteils.

### Haftung
Bei der vorübergehenden Inpflegenahme haften Pflegeeltern gegenüber dem Pflegekind in größerem Umfang als gegenüber eigenen Kindern oder längerfristig aufgenommenen Pflegekindern. Es handelt sich um eine vertraglich übernommene Aufsichtspflicht (§ 832 BGB). Dieses Risiko kann zum Beispiel durch Abschluss einer entsprechend erweiterten Privathaftpflichtversicherung (zum Beispiel das sogenannte Tagesmutterrisiko) oder einer zusätzlichen Binnenhaftpflichtversicherung bzgl. haftungsrechtlicher Risiken zwischen Pflegeeltern und Pflegekindern (bei Bereitschafts- und Dauerpflege) abgesichert werden.

### Forschung
In Deutschland gibt es eine umfangreiche Forschung zur Situation von Pflegekindern, beispielsweise an der Universität Siegen im Rahmen der „Forschungsgruppe Pflegekinder“ oder an der Stiftungsuniversität Hildesheim im Forschungscluster „Vollzeitpflege in den Hilfen zur Erziehung“.

## Schweiz
In der Schweiz werden Kinder über Platzierungsorganisation in Familien vermittelt. Zur Unterstützung gewährt der Staat den Pflegeeltern eine Unterstützungzahlung (Pflegegeld). Das Prozedere ist in der Pflegekinderverordnung geregelt.

## Österreich
In Österreich ist eine Aufnahme eines Pflegekindes für eine bestimmte bzw. für eine unbestimmte Zeit möglich. Weiters ist es möglich kurzfristig ein Pflegekind aufzunehmen, wenn soziale Notfälle oder akuten familiäre Probleme vorliegen. Ein Kind kann auch langfristig, teilweise bis zur Volljährigkeit, in die Pflege aufgenommen werden. Im Unterschied zu einer Adoption, wo die Eltern rechtlich überhaupt keine Bezugspunkte zum Kind mehr haben, treten die leiblichen Eltern nur die Pflege und die Erziehung an das Jugendamt ab, welche diese an die Pflegeeltern weitergibt. Ein Pflegeantrag muss über das Jugendamt abgewickelt werden. Bei Erfüllung der Voraussetzungen haben Pflegeeltern Anspruch auf Familienbeihilfe, Kinderbetreuungsgeld, Pflegefreistellung und Pflege(eltern)geld zur Abdeckung der Unterhaltsleistungen.